# 石田雄彦
石田 雄彦（いしだ ゆうひこ 1934年（昭和9年）6月13日 - 2015年（平成27年）11月7日）は、元競輪選手。現在の大阪府羽曳野市出身。現役時は日本競輪選手会大阪支部所属（デビュー当時は和歌山支部所属）。日本競輪選手養成所創設以前の期前選手で選手登録番号2410。
実子の石田裕紀（42期）も元競輪選手。

## 戦績
和歌山競輪場で登録試験を受け合格、1950年（昭和25年）1月31日に選手登録された。
初出走は1950年3月の西宮競輪場。以降岸和田競輪場をホームバンクとしながら和歌山支部所属として選手生活を送ったが、全盛期を過ぎてから大阪支部に移籍している。

### 「無賃乗車」時代
石田は父親の勧めにより中学を卒業して競輪界入りしたが、当初は競輪に対する意欲はあまりなかったらしい。したがって新人時代は末着に近い着順が多く、また当時、連に絡まない末着近辺の着順については賞金が出なかったことから、いわゆる「無賃乗車」で競走をするケースが多かったという。
後に競輪界においても代謝制度が導入されることになったことから、この調子では早晩中にクビを切られると感じた石田は心を入れ替え、当時、大阪登録選手の大スターであった山本清治にアドバイスを仰ぎつつ、金剛山の上り下りを頻繁に組み込むといった厳しい練習を自らに課し、その努力が実って後に大選手へと上り詰めていった。

### ライバル・吉田実
石田を語る上において、吉田実の存在は何といっても欠かせない。
そもそも2人は同年齢であり、生誕日はむしろ吉田のほうがわずかに早い上に地元で少年時代に草レースで鳴らしたという輝かしい経歴を持っていた。つまり、少年時代にこれといったスポーツ歴もなかった石田とは雲泥の差があった。
しかし選手登録はわずかに石田のほうが半年早かったことから、吉田は石田に対して、「石田さん」と敬語を使い、一方、石田のほうはそうした呼び方をしなかった。もっとも、先に特別競輪（現在のGI）のタイトルを手にしたのは石田のほう（1955年の競輪祭）であった。
しかし後に永遠のライバルとなっていく。そして、二人の性格がまるで違っていたというエピソードがある。
几帳面な吉田はいつも用意周到に事を進めねば気がすまない性格なのに対し、吉田と正反対の性格の石田は、出発直前になっても旅支度をしていたというほど。そして脚質も全く異なり、3.50台の軽いギアを中心にレースを行っていたダッシュ型の吉田に対し、石田は大ギアを駆使した典型的な地脚型だった。したがって、吉田はダッシュに優れてはいたものの末が持たないという特徴があり（中野浩一とよく似たタイプといえる）、対して石田はダッシュはイマイチだが、一度スピードに乗せてしまうと後続はなかなか抜けないという走り方だった。

### 浪速のこって牛
ファンがつけたとされる石田のニックネームとして「浪速のこって牛」というのがあるが、「こって牛」という意味は、大阪では「暴れ牛。そこから転じて暴れん坊」という形で使われることがあり、どうやらそれにちなんで名づけられたと考えられる。一方で、石田の体型が牛に似ているからという見方もある。

### 吉田の番手から一気
石田と吉田のライバル関係を決定的にしたレースがあった。
1959年の第14回全国争覇競輪（現在の日本選手権競輪）決勝で、前年同大会を制覇していた吉田は、直線に入っても快調に逃げ、連覇は濃厚と思われた。ところが、石田がうまいレース運びを見せて最終3角あたりで吉田の番手を取り切り、最後はタイヤ差というきわどい勝負ながらも吉田をゴール前捕らえ、初の競輪日本一の座に就いた。
石田は当初、山本清治を引っ張るつもりでレースを進めていたところ、最終1角付近で逃げる吉田後位が競りとなり、互いにやりあってスペースが開いたところに石田が入り込んだところ、最後は吉田-石田の並びになり、吉田は石田が自分の番手に入っていたことを知らず、懸命にもがいていたという。石田はしてやったりの表情を見せ、連覇を逃した吉田は悔し涙にくれたという。
あまりの悔しさに吉田は翌年の全国争覇競輪制覇だけを目標にこのレース以後猛練習に励み、結果、石田も進出していた第15回大会の決勝戦において、古田泰久の逃げに乗って見事完全優勝を果たした。石田は3着だった。

### 石田・吉田時代
ところで昭和30年代前半から半ばあたり、つまり後に高原永伍が台頭してくるまで、石田と吉田はお互いにタイトルをたらいまわしにしていた。
石田は5つ、吉田は6つの特別競輪制覇を果たすが、いずれも1955 - 64年の間に果たされたものであり、競輪創成期から活躍をし続けてきた松本勝明、中井光雄、それに山本清治らの時代を完全にこの2人は打ち砕き、競輪新時代を築き上げた。
また高原永伍が伝説とも言われる猛練習を重ねるようになったのは、何とかしてこの2人に逃げて勝ちたいという（というか、勝つためには逃げるしかないと思うようになった）一心から来たものだといわれている。

### さらに続くライバル関係
石田は1972年5月7日の四日市競輪場で当時史上2人目の通算1000勝を達成したが、この節目の記録到達も、実は吉田よりも先（吉田の1000勝達成は1973年8月24日の甲子園競輪場）に果たしたものだった。しかし生涯通算勝利数では吉田が歴代2位の1232勝を挙げ、1160勝（歴代4位）の石田を上回ることになる。

### 暑さに弱かった
しかし、石田は全国都道府県選抜競輪のタイトルだけは優勝することができなかった。長らく同大会は距離別レースの形態を取り、主力が分散する形になっていたにもかかわらず、石田のような大選手が取り逃したという事実は意外である。その理由の一つに、都道府県選抜は第15回大会（1958年。一宮競輪場）以降夏場に開催されており、暑さに弱かったと自身でも述べていた石田は決勝2着どまりのケースが多かったという。

### 引退後
1991年に引退し、同年4月19日選手登録消除。その後は1994年に発足した日本名輪会にメンバーとして加わり、時折ファンの前に姿を現していた。
ホームバンクであった岸和田競輪場では、石田の功績を讃え、S級シリーズ (FI) 「石田雄彦杯」を毎年開催している。
2015年11月7日、腎不全のため死去。81歳没。

## 主な獲得タイトルと記録
- 日本選手権競輪 - 1959年（後楽園競輪場）・1964年11月（後楽園競輪場）
- オールスター競輪 - 1956年（川崎競輪場）
- 高松宮賜杯競輪 - 1960年（大津びわこ競輪場）
- 競輪祭競輪王戦 - 1955年（小倉競輪場）
- 年間賞金王3回 - 1958年・1960年・1964年